# Veslařský klub Włocławek
Veslařský klub Włocławek je veslařský sportovní klub založený v roce 1886 ve Włocławku, jeden ze zakladatelů a člen Polského svazu veslařských spolků. V letech 1921–1939 fungoval pod názvem Veslařský spolek ve Wloclawku, a v letech 1945–1949 jako Veslařský spolek.

## Historie
Sdružení vzniklo z iniciativy polské inteligence, hlavně díky úsilí włocławského právníka – Bolesława Domaszewicze – a varšavského lékaře – Henryka Stankiewicze. Kromě propagace fyzické kultury bylo zaměřeno na podporování vlastenectví v okupovaném Polsku. V prostorách Klubu fungovala polská studovna, vystupoval mužský sbor „Echo veslování“, v roce 1903 se konala přednáška Henryka Sienkiewicze, který přijel do Wloclawka jako čestný člen Klubu.
V roce 1887 veslaři zorganizovali první místní regatu na Visle, a 14 let později udělali skvělý výkon – dopluli Vislou proti proudu až do Płocku.
Sídlo klubu se nejdřív nacházelo v Bulvárové ulici. V roce 1894 se přestěhoval na adresu Łęgska 77. Reprezentativní sídlo bylo postaveno až v roce 1928 – v Piwné ulici 3, u ústí Zgłowiączky do Visly.
Během první světové války Veslařský klub Włocławek spoluzakládal místní občanskou stráž a pomohl otevřít základní školu, v této době mnoho veslařů vstoupilo do Polské vojenské organizace.

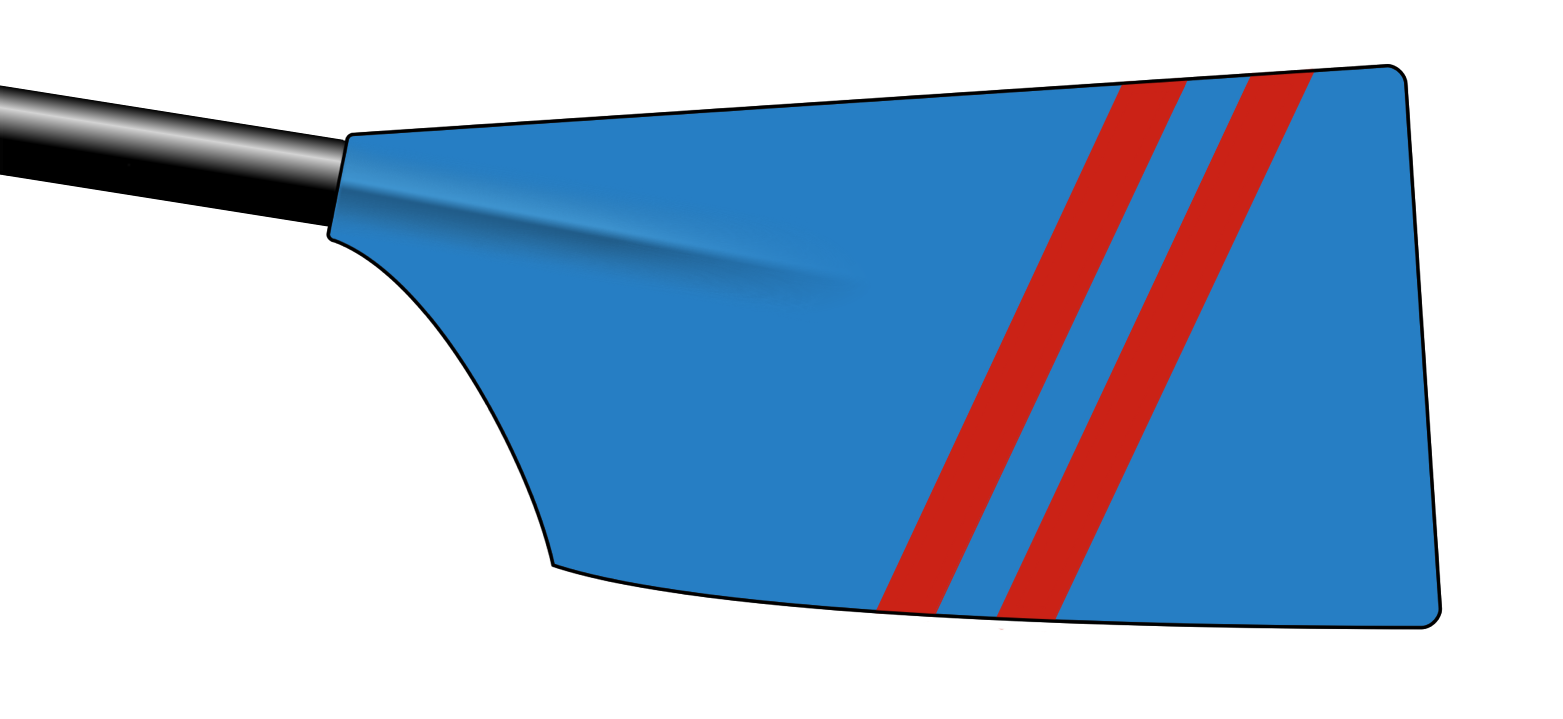
Barvy vesel

V meziválečném období se klub rozšířil o ženskou sekci, protože se k něj připojil Klub Veslařek založený v roce 1919. Dlouhá leta, už od roku 1921, prezidentem Veslařského Klubu ve Wloclawku byl Jerzy Zygmunt Bojańczyk, člověk, který měl výjimečné zásluhy o město Wloclawek a místní veslování. Financoval výstavbu sídla klubu, a jeho soudní kompetence byly vysoce ceněné, což mu umožnilo mimo jiné předsedat soudním komisím na olympijských hrách v Amsterdamu (v roce 1928) a Berlíně (v roce 1936).

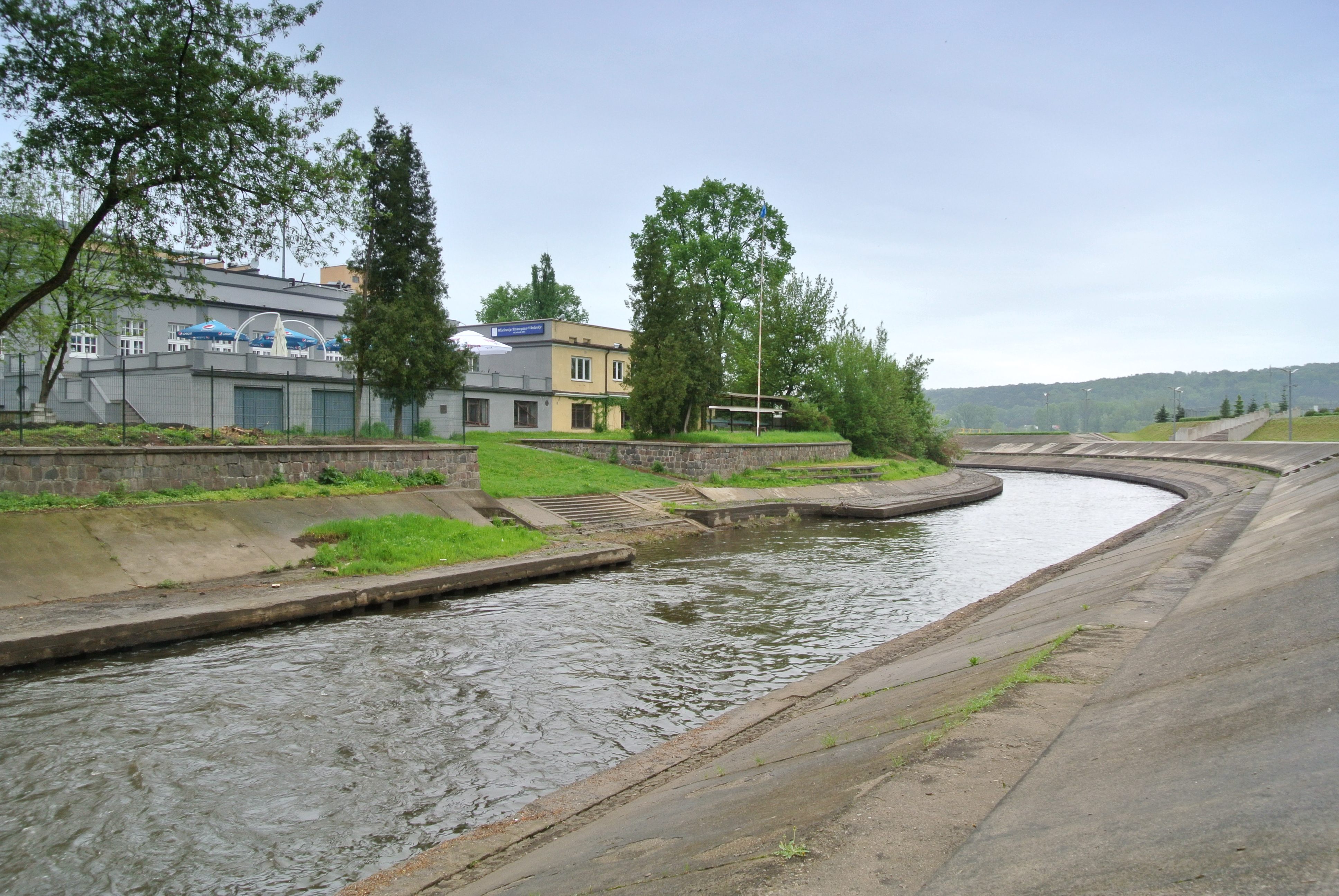
Bývalý přístav (dnes nepoužívaný)

V roce 1929 Wiktor Szelągowski, Henryk Grabowski a Tadeusz Gaworski vyhráli první zlatou medaili klubu na Mistrovství Polska, a ve stejném roce také bronzovou medaili na Mistrovství Evropy. O rok později získali veslaři z Włocławku první místo na mezinárodní regatě v Antverpách. V meziválečném období byl Veslařský klub Włocławek desetkrát jedním z deseti nejlepších polských klubů.
Válka nezničila ducha włocławského veslování, dochovalo se také vybavení a budovy klubu. Hned po válce otevřený Veslařský klub byl opět úspěšný, zařadil se na 4. místo mezi 31 polskými kluby.
V době lidového Polska se komunistická vláda snažila omezit nezávislost instituce, která měla neodpustitelný intelektuální a elitní původ. V roce 1949, dva roky po smrti Bojańczyka, byl klub začleněn do národní sportovní organizace „Zwiazkowiec“. Włocławské veslování po této centralizaci dosáhlo nějakých úspěchů až v 60. letech, a to hlavně díky zapojení trenéra Tadeusze Gawrysiaka. Jeho žáci (včetně Bogdana Piątka, Grzegorze Dudzińského, Krzysztofa Gabryelewicze, Marka Dudzińského, Andrzeje Peszyńského) získali na Mistrovství Polska několik medailí.

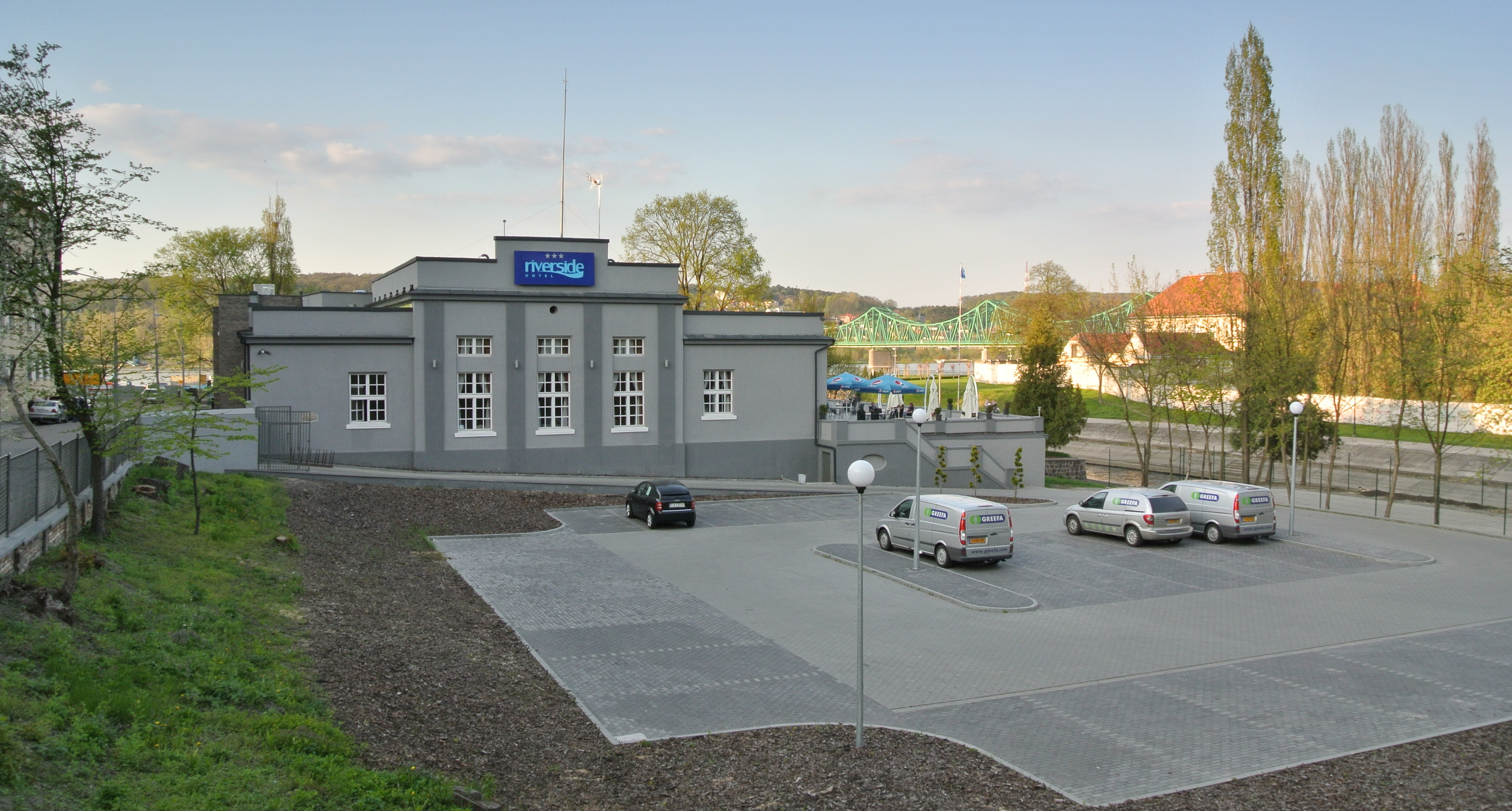
Bývala reprezentativní budova (prodána)

V roce 1987 se klub opět osamostatnil – byl reaktivován jako Veslařský Klub Wloclawek.

## Spory
V roce 2003 zažil klub kontroverzní nedorozumění ohledně prodeje významné části nemovitosti v ulici Piwná 3, která byla provedena 5 let dříve. Celá záležitost byla kontrolována okresním státním zastupitelstvím, vrchním státním zastupitelstvím, okresním soudem a případ byl vyšetřován zástupcem generálního prokurátora.

## Změny finančního systému

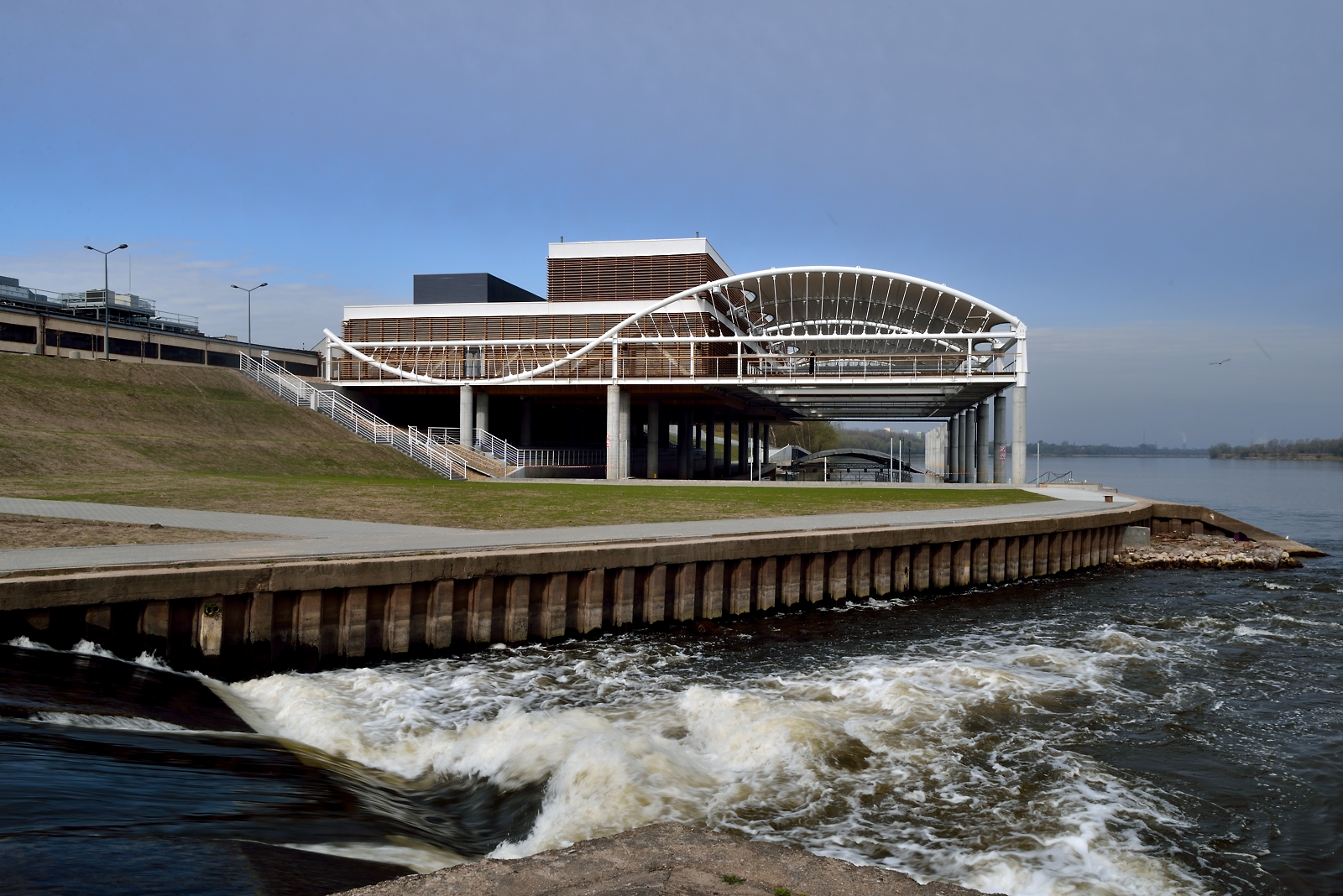
Městský přístav u ústí Zgłowiączky do Visly

V meziválečném období členové podporovali klub svým soukromým majetkem, vystavovali budovy za vlastní peníze, udržovali klub placením vysokých členských poplatků a velkých darů od místních podnikatelů. Na konci 30. let se ke sponzorům připojila továrna kávy Ferdinanda Bohma, a díky spolupráci s touto společností začala v klubu také trénovat dělnická mládež. V současné době financování klubu vypadá úplně jinak. Významná část reprezentativních historických budov byla prodána Kujavské Vysoké Škole, členské příspěvky veslařů jsou jenom málou částkou příjmů, a školitelé klubu dostávají za svou práci běžnou odměnu. Klub provozuje rozsáhlé aktivity především díky financování poskytnutým městským úřadem, město se také postaralo o budoucnost klubu – vedle starých budov vybudovalo nový přístav pro wloclawské veslaře.

## Současná situace
Veslařský klub Włocławek trénuje děti a mládež; členové klubu dosahují sportovních úspěchů v národních i mezinárodních soutěžích. V současné době nejlepším a nejúspěšnějším členem je Fabian Barański. V roce 2019 získal spolu s Mirosławem Ziętarskim titul evropského šampiona ve dvouhrách a titul mistra světa ve dvouhrách (Szymon Pośnik, Dominik Czaja, Wiktor Chabel).
Velké úspěchy mají také: Oliwia Muraska, Magdalena Szprengiel, Piotr Śliwiński, Weronika Klasińska, Wiktoria Klasińska, Julia Gęsicka.
Během oslav 120. výročí (2006) Veslařský klub Włocławek získal Zlatou medaili Polské olympijské komise.